# コロイボス
コロイボス（Koroibos）は紀元前8世紀、古代ギリシアの陸上選手。
エリスの出身で、「エリスのコロイボス」とも呼ばれる。記録に残る古代オリンピック最古の大会（紀元前776年）で行なわれたスタディオン走で優勝した。記録に残るオリンピック史上人類初の優勝者である。なお、この当時は着衣で競技が行われ、全裸の競技規定はまだ存在していない。
パウサニアスによれば、オリュンピアにコロイボスの記念像はなかったが、墓はエリス地方の外れ、ヘライアとの境に存在し、墓碑銘には「オリュンピアで最初の勝者」の記述があった。
職業については料理人とする説とともに、実際には聖職者のような立場だったとする意見もある。

## 註
1. ↑  パウサニアス（飯尾都人訳）「ギリシア記」、龍溪書舎、1991年、pp.329, 542.
2. ↑  cf. Bartels, Jens (2004年9月10日). “Judith Swaddling: Die Olympischen Spiele der Antike” (ドイツ語). sehepunkte 4 Nr.9. 2007年9月7日閲覧。